# Polydefkis Volanakis
Polydefkis Volanakis (Thessaloniki, 25 aprile 2003) è un calciatore greco, difensore dello Widzew Łódź.

## Carriera

### Club
Il 23 gennaio 2025 viene acquistato a titolo definitivo dalla squadra polacca dello Widzew Łódź.

## Statistiche

### Presenze e reti nei club
Statistiche aggiornate al 18 maggio 2025.
| Stagione                  | Squadra                   | Campionato                | Campionato | Campionato | Coppe nazionali | Coppe nazionali | Coppe nazionali | Coppe continentali | Coppe continentali | Coppe continentali | Altre coppe | Altre coppe | Altre coppe | Totale | Totale |
| Stagione                  | Squadra                   | Comp                      | Pres       | Reti       | Comp            | Pres            | Reti            | Comp               | Pres               | Reti               | Comp        | Pres        | Reti        | Pres   | Reti   |
| ------------------------- | ------------------------- | ------------------------- | ---------- | ---------- | --------------- | --------------- | --------------- | ------------------ | ------------------ | ------------------ | ----------- | ----------- | ----------- | ------ | ------ |
| 2020-2021                 | Zemplín Michalovce        | SL                        | 0          | 0          | CS              | 1               | 0               | -                  | -                  | -                  | -           | -           | -           | 1      | 0      |
| 2021-2022                 | Zemplín Michalovce        | SL                        | 3          | 1          | CS              | 0               | 0               | -                  | -                  | -                  | -           | -           | -           | 3      | 1      |
| 2022-2023                 | Zemplín Michalovce        | SL                        | 14         | 0          | CS              | 1               | 0               | -                  | -                  | -                  | -           | -           | -           | 15     | 0      |
| 2023-2024                 | Zemplín Michalovce        | SL                        | 29         | 0          | CS              | 3               | 0               | -                  | -                  | -                  | -           | -           | -           | 32     | 0      |
| 2024-gen. 2025            | Zemplín Michalovce        | SL                        | 11         | 1          | CS              | 2               | 0               | -                  | -                  | -                  | -           | -           | -           | 13     | 1      |
| Totale Zemplín Michalovce | Totale Zemplín Michalovce | Totale Zemplín Michalovce | 57         | 2          |                 | 7               | 0               |                    | -                  | -                  |             | -           | -           | 64     | 2      |
| gen.-giu. 2025            | Widzew Łódź               | EK                        | 8          | 0          | CP              | 0               | 0               | -                  | -                  | -                  | -           | -           | -           | 8      | 0      |
| Totale carriera           | Totale carriera           | Totale carriera           | 65         | 2          |                 | 7               | 0               |                    | -                  | -                  |             | -           | -           | 72     | 2      |